# Semiothisa heterogenata
Semiothisa heterogenata là một loài bướm đêm trong họ Geometridae.